# FC Tulsa
Der FC Tulsa (bis Ende 2019 Tulsa Roughnecks) ist ein US-amerikanisches Fußball-Franchise der USL Championship in Tulsa, Oklahoma.

## Geschichte
Im 18. Dezember 2013 wurde bekannt, dass ein USL Pro Franchise aus Tulsa, Oklahoma, kommen soll. Besitzer und Betreiber dieser neuen Mannschaft sind die Tulsa Drillers, ein Minor League Baseball Team aus Tulsa. Die Drillers sind verbunden mit den Los Angeles Dodgers, welche in Major League Baseball spielen. Die Miteigentümer der Baseballmannschaft, Jeff und Dale Hubbard, werden auch bei den Roughnecks als Miteigentümer fungieren. Weitere Eigentumsrechte an dem Franchise erwarb das Unternehmen Prodigal, LLC., welches Eigentümer von Oklahoma City Energy ist.
Am 26. Februar wurde der Teamname im Rahmen einer Online-Umfrage ermittelt. Der Name Roughnecks bezieht sich auf die ehemalige Fußballmannschaft Tulsa Roughnecks, die von 1978 bis 1984 in der North American Soccer League gespielt hat.
Als erster Trainer wurde der ehemalige englische Fußballspieler David Irving verpflichtet. Er trainierte bis Ende 2014 die Wilmington Hammerheads.
Zur Saison 2020 benannte sich das Franchise in FC Tulsa um und gab sich ein neues Logo sowie neue Farben.

## Stadion
- ONEOK Field; Tulsa, Oklahoma (2015-)

Die Heimspiele des FC Tulsa werden in dem Baseballstadion ONEOK Field ausgetragen. Auch die Drillers tragen hier ihre Heimspiele in der AA Texas League aus.

## Saisonstatistik
| Jahr | Ligenstufe | Liga | Regular Season     | Play-offs                | U.S. Open Cup | Zuschauerschnitt |
| ---- | ---------- | ---- | ------------------ | ------------------------ | ------------- | ---------------- |
| 2015 | 3          | USL  | 7. Platz, Western  | nicht qualifiziert       | 3. Runde      | 4.714            |
| 2016 | 3          | USL  | 15. Platz, Western | nicht qualifiziert       | 2. Runde      | 3.950            |
| 2017 | 2          | USL  | 7. Platz, Western  | Conference Viertelfinale | 4. Runde      | 3.851            |
| 2018 | 2          | USL  | 17. Platz, Western | nicht qualifiziert       | 2. Runde      | 3.094            |